# Ясень (Україна)
Я́сень — село Калуського району Івано-Франківської області. Входить до складу Перегінської селищної громади.

## Історія
20 вересня 1597 року Станіслав Жолкевський (орієнтовно з 1588 року він був калуським старостою) надав осадчим (Петру Косу, Юрію Павлішаку, Василю Лешекалу та іншим) дозвіл заснувати в урочищі Ясень однойменне село. Згідно з локаційною грамотою, мешканці нового поселення звільнялися на три роки від сплати податків. Осадчі Ясеня набували статусу князів (очільників сільської громади на волоському праві) і отримували право зайняти в селі три лани угідь. 
У 1648 році жителі села брали активну участь у народному повстанні, за що зазнали кривавої розправи після відходу Хмельницького.
До першого поділу Речі Посполитої (1772 р.) село належало до Калуського староства Галицької землі Руського воєводства.
В урочищі Ангелів розміщена домна, в якій виплавляли залізо в 1812—1818 роках.
У 1880 р. село належало до Калуського повіту, було 2090 мешканців  (2063  греко-католиків, 9 римо-католиків), 2 церкви, джерело лікувальної мінеральної води, водяний тартак.
Після окупації Західноукраїнської Народної Республіки поляками в 1919 році в селі був осередок постерунку поліції та ґміни Ясєнь Калуського повіту.
У 1939 році в селі проживало 3640 мешканців (3530 українців-грекокатоликів, 30 поляків і 80 євреїв).
В 1943—1954 роках село було осередком підтримки УПА. Після інтенсивних боїв 40-х років гинули останні герої. 10 листопада 1950 року в лісі біля с. Ясень під час запеклого бою загинули 5 підпільників: Дмитро Юрків  — «Пісня», референт пропаганди Калуського надрайонного проводу ОУН, Іван Гандзюк — «Вітер», референт СБ Перегінського районного проводу ОУН, його охоронець Мельникович Микола — «Дід», а також дві жінки — машиністка районного проводу ОУН Петриней Анна — «Ксеня» і зв'язкова цього ж проводу Мельникович Олена — «Надя». А 6 січня 1951 року загинула боївка станиці села, де було шість повстанців. Загалом в УПА загинуло 86 жителів села і засуджено за участь в ОУН-УПА і співпрацю 45 осіб, вислано в Сибір 67 родин. В роки Другої світової війни в рядах Радянської армії загинуло 87 жителів села.
Односельці 2 вересня 2007 року встановили на території середньої школи «Монумент примирення», на якому в алфавітному порядку викарбувані імена жителів села, які віддали своє життя в рядах ОУН-УПА та Радянської Армії за свободу України.
Жителі села бережуть пам'ять про полеглих земляків-повстанців — 10 грудня 2017 р. на стіні початкової школи встановили меморіальну таблицю, присвячену трьом братам Цабанам.

## Герб
На срібному щиті дерево ясеня з блакитним стовбуром, гіллям і корінням. На тлі зеленої крони дерева, золотий сонячний диск із чорно-білим беркутом. За деревом зелені гори. Щит обрамований охристим картушем, який увінчаний жовто-блакитною короною.

## Церкви
Обидві церкви села вперше згадуються 1684 року у реєстрі про сплату 5 злотих катедратика (столового податку).
У протоколах генеральних візитацій Львівсько-Галицько-Камянецької єпархії 1740—1755 рр. горішня церква Святого Архистратига Михаїла описується як дерев'яна, стара, без дати спорудження, парох — Петро Гнатківський, висвячений у 1716 році Митрополитом Атаназієм Шептицьким, 42 парохіяни-господарі. Долішня церква Святих первоверховних Петра і Павла — дерев'яна, стара, без дати спорудження, парох — Василь Левицький, висвячений у 1733 році Митрополитом Атаназієм Шептицьким, 45 парохіян-господарів.
Австрійська армія конфіскувала в серпні 1916 р. у горішній церкві 5 дзвонів діаметром 74, 60, 48, 38, 30 см, вага одного з дзвонів 14 кг — 1875 р., у долішній церкві 6 дзвонів діаметром 96, 78, 51, 44, 32, 28 см, вага одного з дзвонів 13 кг, виготовлені 1889, 1913, 1837, 1645, 1697, 1752 рр., у середній церкві — 1 дзвін діаметром 28 см — неописаний. Після війни польська влада отримала від Австрії компенсацію за дзвони, але громаді села грошей не перерахувала.
Горішня церква — Святого Архістратига Михаїла, — згоріла в 1986 р., натомість збудована нова, належить громаді УПЦ КП.

## Населення

### Мова
Розподіл населення за рідною мовою за даними перепису 2001 року:
| Мова       | Кількість | Відсоток |
| ---------- | --------- | -------- |
| українська | 3554      | 99.75%   |
| російська  | 7         | 0.19%    |
| білоруська | 1         | 0.03%    |
| румунська  | 1         | 0.03%    |
| Усього     | 3563      | 100%     |

## Відомі люди

### Народилися
- Вагилевич Іван Миколайович — (*2 вересня 1811 —†10 червня 1866 Львів) — священик УГКЦ, український поет, філолог, фольклорист, етнограф, громадський діяч; член «Руської трійці»;
- Вагилевич Кость Михайлович — (22 квітня 1891 — 4 січня 1974 Прага) — письменник;
- Василишин Роман Данилович — (*1 травня 1949) - представник Президента в Рівненській області, голова ОДА та Рівненської обласної ради в перші роки незалежності України, полковник.
- Гелетій Леон Миколайович «Гірний», «Тиса» (1912 — 6.06.1950) — бунчужний сотні «Бистриця», референт пропаганди Перегінського райпроводу ОУН.[14]
- Олекса Гринчак (1920 р. с. Ясень — 16.12.1948 с. Завій) — референт СБ Калуського районного проводу ОУН, слідчий референтури СБ Калуського надрайонного проводу ОУН – «Верховинець».[15]